# Minutensprunguhr
Eine Minutensprunguhr ist eine Uhr, bei der der Minutenzeiger nicht kontinuierlich voranschreitet, sondern alle 60 Sekunden auf den nächsten Minutenstrich weiterspringt. Es handelt sich meistens um eine Nebenuhr, die von einer Hauptuhr im Minutentakt gesteuert wird.

## Verwendung

Minutensprunguhr und Digitaluhr im Vergleich

Die meisten öffentlichen Uhren sind von einer Hauptuhr gesteuerte Minutensprunguhren, von denen die Bahnhofsuhr die häufigste ist.
Bei manchen analog anzeigenden Quarzuhren, die keinen Sekundenzeiger haben, springt der Minutenzeiger alle 20 oder 30 Sekunden, sie sind demnach wohl Sprunguhren, per definitionem aber keine Minutensprunguhren. Bei rein mechanischen Armbanduhren wird der Minutensprung wegen des erheblichen mechanischen Aufwandes fast nur in exklusiven Luxus- oder Liebhaberuhren als zusätzliche Komplikation angewendet.

## Vor- und Nachteile
Minutensprunguhren sind einerseits als Nebenuhren äußerst einfach konstruiert. Weil der Minutenzeiger auf der Position der zuletzt vollendeten Minute verharrt, ist diese auch eindeutig ablesbar. Andererseits ist ohne zusätzlichen Sekundenzeiger nicht feststellbar, wie weit die aktuelle Minute vorangeschritten ist.

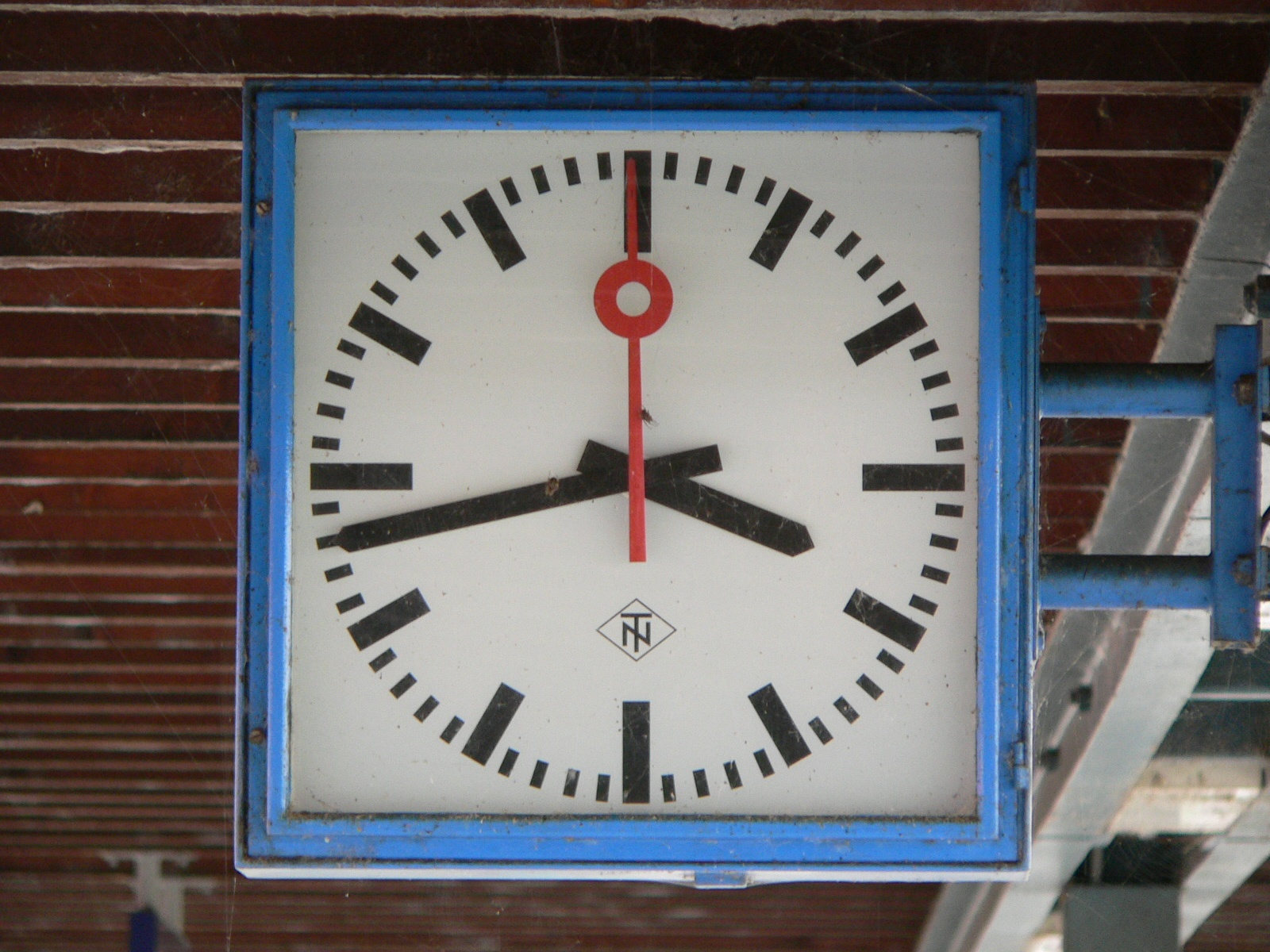
Deutsche Bahnhofsuhr von Telenorma mit zusätzlichem Sekundenzeiger

## Bahnhofsuhr mit Sekundenzeiger
Um die Minute auf Bahnhöfen auch kontrollieren zu können, wird den Bahnhofsuhren der meisten nationalen Eisenbahngesellschaften ein Sekundenzeiger hinzugefügt. Eine besondere Lösung enthält die Schweizer Bahnhofsuhr mit dem voreilenden und zu jeder vollen Minute kurz gestoppten Sekundenzeiger.
Auch die Deutsche Bahn verwendete dieses Verfahren. Der schleichend umlaufende Sekundenzeiger eilte etwas vor und blieb dann auf der 12-Uhr Position stehen. Beim Eintreffen des Minuten-Impulses von der Mutteruhr sprang der Minutenzeiger eine Minute weiter und der Lauf des Sekundenzeigers wurde neu gestartet.